# П'ятилітка (Смолевицький район)
П'ятилітка (біл. вёска Пятилетка) — село в складі Смолевицького району Мінської області, Білорусь. Село підпорядковане Пекалинській сільській раді, розташоване в центральній частині області.